# Jamie Hayter
Paige Wooding (ur. 23 kwietnia 1995 w Southampton) – brytyjska wrestlerka, występująca pod pseudonimem ringowym Jamie Hayter. Od 2021 roku związana jest kontraktem zawodniczym z amerykańską federacją All Elite Wrestling (AEW), gdzie jeden raz  zdobyła tytuł AEW Women’s World.
Hayter rozpoczęła karierę zawodniczą w 2015 roku. Na początku występowała na brytyjskiej scenie wrestlingowej, przede wszystkim w organizacjach Pro-Wrestling: EVE i Revolution Pro Wrestling. W latach 2018–2020 rywalizowała także w japońskiej federacji World Wonder Ring Stardom (Stardom), sięgając po tytuł SWA World oraz wspólnie z Bea Priestley po  mistrzostwo drużynowe Stardom.

## Mistrzostwa i osiągnięcia
- All Elite Wrestling
  - AEW Women’s World Championship (1x)
- Big League Wrestling
  - BLW Women’s Championship (1x)[4]
- Pro-Wrestling: EVE
  - Pro Wrestling: EVE International Championship (1x)[4]
- Pro Wrestling Illustrated
  - PWI umieścił ją na 47. miejscu rankingu wrestlerek PWI Top 100 w 2020[5]
  - PWI umieścił ją na 29. miejscu rankingu tag teamów PWI Tag Team 50 w 2020 z Bea Pristley[6]
- Revolution Pro Wrestling
  - RevPro British Women’s Championship (2x)[4]
- Sports Illustrated
  - Umieszczona na 6. miejscu rankingu 10 najlepszych wrestlerów 2022 roku[7]
- World War Wrestling
  - WWW Women’s Championship (1x)[4]
- World Wonder Ring Stardom
  - Goddesses of Stardom Championship (1x) – z Bea Priestley[4]
  - SWA World Championship (1x)[4]
  - 5★Star GP Award (1x)
  - 5★Star GP Fighting Spirit Award (2019)